# Попов Борис Михайлович
Бори́с Миха́йлович Попо́в (* 21 грудня 1913, Суми — † 20 січня 1942, хутір Довге Попаснянського району Ворошиловградської обл.) — український зоолог. Один з учнів І. Підоплічки. Автор близько 20 наукових статей. Один із авторів (посмертно) першого випуску першого тому видання «Фауни України». Вивчав фауну птахів і ссавців, живлення сов, поширення рідкісних видів ссавців, міграції тварин. Найвідомішими доробками науковця є дослідження кажанів.

## Біографія
Нар. 21 грудня 1913 у Сумах в сім'ї агронома. Закінчивши сільськогосподарський технікум, 1930 р. почав працювати на Київській агробіостанції в гуртку юннатів. У тому ж році він був прийнятий в лабораторію по вивченню гризунів відділу ентомології Київської сільськогосподарської дослідної станції, де успішно працював до 1932 р. За цей період брав участь у ряді експедицій по обслідуванню Київської, Чернігівської, Харківської, Вінницької та інших областей УРСР відносно шкідливих гризунів. В 1931 р. працював зоологом комплексної експедиції в районі будівництва Дніпрогесу. В цих експедиціях він зібрав численний фактичний матеріал з фауни ссавців і птахів, особливо гризунів, який збагатив фонди Зоологічного музею АН УРСР і досі широко використовується при виконанні ряду зоологічних робіт.
В 1933–1935 рр. працював у Плодоягідному інституті (Київ) на посаді зоолога і так само брав участь у ряді наукових експедицій, зокрема в Одеську, Кам'янець-Подільську і Житомирську області.
У 1936 р. прийнятий на посаду молодшого наукового співробітника в Зоологічний музей Інституту зоології АН УРСР (нині Зоологічний музей ННПМ НАН України). Навчався в Київському Державному університеті, працював над кандидатською дисертацією.
Протягом 1938-1939 років працював в заповіднику Гористе Академії наук і за результатами цих досліджень опублікував огляд "Матеріали до фауни ссавців заповідника Гористе і його околиць" (1940).
З 1940 р. зацікавився історією фауни України і почав працювати у Відділі палеозоології Інституту зоології (нині відділ палеозоології Національного науково-природничого музею). Провів ряд палеонтологічних розкопок у Херсонській і Запорізькій областях.
В 1941 р. закінчив роботу над основною та найбільшою своєю працею — «Кажани УРСР», яку мав захищати як дисертацію на вчений ступінь кандидата біологічних наук, але ця праця не була захищена або надрукована в зв'язку з початком війни. Ця праця в певній переробці увійшла як складова частина (розділ про кажанів) першого тому видання «Фауна УРСР», виданого 1956 р. Цитування «Попов, 1940» у монографіях сучасників Бориса Михайловича (наприклад, Татаринов, 1956; Абелєнцев та ін., 1956), очевидно, стосується рукопису, підготовленого Б. Поповим, проте цей рукопис сучасним зоологам не відомий, відсутній він і в архіві Інституту зоології НАН України, де до мобілізації працював Б. Попов.
1941 мобілізований до сталінського війська. Загинув 20 січня 1942 р. біля хутору Довге Попаснянського району (нині Слов'яносербський р-н) Ворошиловградської області. Точне місце поховання невідоме, ніяких знаків поховань воєнного часу в селі немає.

## Пам'яті Бориса Попова
1952 р. колишній науковий керівник Б. М. Попова Іван Підоплічко у виданні «Збірник праць Зоологічного музею» надрукував статтю «Пам'яті Б. М. Попова (До 10-річчя з дня смерті)».
1956 року Василь Абелєнцев надрукував перероблений ним рукопис праці Б. Попова «Кажани України» окремим розділом «Рукокрилі» в першому випуску першого тому фундаментального видання «Фауна України». Ця праця стала (і залишається) найцитованішою серед усіх публікацій про кажанів України.
В холі Національного науково-природничого музею НАН України змонтовано меморіальну дошку про співробітників музю, які загинули в роки II Світової війни; серед інших колег згадано ім'я Бориса Попова.
2001 року Українське теріологічне товариство видало збірку «Міграційний статус кажанів в Україні», присвячену пам'яті Бориса Попова. У цій збірці є, зокрема, стаття упорядника цього видання І. Загороднюка «Б. М. Попов та початки хіроптерології в Україні».
2008 року на сайті Українського теріологічного товариства в розділі «Наша пам'ять» розміщено добірку матеріалів і публікацій про Б. М. Попова (започатковано 19 березня 2008 р.).
2013 року з нагоди 100-річчя з дня народження Бориса Михайловича в Національному науково-природничому музеї НАН України та в РЛП Міжріченський за ініціативи Українського теріологічного товариства організовано конференцію пам'яті Бориса Попова.

## Основні праці
- Попов Б. М. Мала рясоніжка на Київщині // Український мисливець і рибалка. — 1931. — № 7.
- Попов Б. М. Сипуха та її їжа в заповіднику «Конча-Заспа» // Матеріали до порайонного вивчення дрібних звірів та птахів, що ними живляться. — Київ, 1932. — Вип. 1. — С. 81-91.
- Попов Б. М. Мамаліологічні нотатки. І. Поширення Лейслерової вечерниці (Nyctalus leisleri Kuhl, Chiroptera) в УСРР. II. Знахідка лісової мишівки (Sicista montana Mehely) в межах УСРР // Збірник праць Зоологічного музею. — 1936. — № 18. — С. 191-196.
- Попов Б. М. Мамологічні замітки. Про нові місця знахідок лісової мишівки в Україні // Збірник праць зоологічного музею АН УРСР. — 1939. — N 21.
- Попов Б. М. Матеріали до орнітофауни порожистої частини р. Дніпра // Збірник праць Зоологічного музею. — 1937. — № 20. — С. 41-64.
- Попов Б. М. К вопросу о географическом распространении некоторых мелких млекопитающих в УССР // Зоологический журнал. — 1939. — Том 18, выпуск 2. — С. 331-335.
- Попов Б. М. О сезонных миграциях летучих мышей // Природа. — 1941. — № 2. — С. 87-90.
- Попов Б. М. Матеріали до фауни ссавців заповідника Гористе і його околиць // Природа заповідника АН УРСР Гористе. — 1941. — Вип. 1. — С. 27-40.
- Абелєнцев В. I., Попов Б. М. Ряд рукокрилі, або кажани — Chiroptera // Фауна України. — Київ: Вид-во АН УРСР, 1956. — Том 1: Ссавці, випуск 1. — С. 229–446.